# Bánk (keresztnév)
A Bánk magyar eredetű férfinév, az egykori méltóságnévből, a Bán-ból képződött -k kicsinyítőképzővel.

## Rokon nevek
- Bán:[1] régi magyar személynév, a név eredeti alakja[2]
- Bános:[1] régi magyar személynév, a Bán kicsinyítőképzős származéka[2]

## Gyakorisága
Az 1990-es években a Bánk szórványosan fordult elő, a 2000-es években nem szerepel a 100 leggyakoribb férfinév között.

## Névnapok
március 19., március 21., április 16., május 1., július 17.

## Híres Bánkok
- Bánk bán – érett középkori horvát-szlavón bán, Katona József drámájának címszereplője